# 324 км
324 км — упразднённый в 2024 году посёлок в Ижморском районе Кемеровской области.  Входил на год упразднения в Троицкую сельскую территорию Ижморского района в рамках административно-территориального устройства и в Ижморский муниципальный округ в рамках организации местного самоуправления.

## География
Центральная часть населённого пункта расположена на высоте 190 метров над уровнем моря.

## История
Населённый пункт появился при строительстве железной дороги. В селении жили семьи тех, кто обслуживал железнодорожную инфраструктуру.
Входил до 2019 года в состав Троицкого сельского поселения.
С 2019 по 2024 годы в Троицкой сельской территории.
Исключён из учётных данных в 2024 году.

## Население
| 2010 |
| ---- |
| 0    |

## Инфраструктура
К 2024 году инфраструктура в поселке полностью отсутствует. Количество жилых домов — 0.

## Транспорт
Близ поселка проходит грунтовая дорога из с. Воскресенка, ведущая к урочищу Афанасьевка.